# Facultat de Matemàtiques i Informàtica (UB)
La Facultat de Matemàtiques i Informàtica de la Universitat de Barcelona, situada a l'Edifici Històric, acull dos graus (Matemàtiques i Enginyeria Informàtica), tres dobles graus (Matemàtiques i Enginyeria Informàtica; Matemàtiques i Física i Matemàtiques i Administració i Direcció d'Empreses), a banda de cinc màsters, tres programes de doctorat i diversos postgraus.
La Facultat acull uns cent vint professors i més de mil cent alumnes. Durant el curs 2021-2022 s'hi van titular 202 alumnes de grau i 34 de màsters.
La Facultat està fortament vinculada a l'Institut de Matemàtica i la Barcelona Graduate School of Mathematics.

## Història
La Facultat de Matemàtiques com a tal va néixer l'any 1974, arran de la divisió de l’antiga Facultat de Ciències (1957-73) en cinc facultats: Física, Química, Geologia, Biologia i Matemàtiques i ha estat sempre situada a l’Edifici Històric, al voltant de l’anomenat Pati de Ciències. Des de la reforma de 2003, la Facultat s'organitzava en tres departaments: el Departament d’Àlgebra i Geometria, el Departament de Matemàtica Aplicada i Anàlisi i el Departament de Probabilitat, Lògica i Estadística. A partir de 2015, arran de les reformes de les estructures universitàries de la Universitat de Barcelona, impulsada per l'equip rectoral de Dídac Ramírez i Sarrió, els tres departaments s'unifiquen i neix el Departament de Matemàtiques i Informàtica.
El març de 2023, la Universitat, l'Ajuntament i la Generalitat van signar un protocol, conegut com a projecte MIES, que preveu, entre altres coses, el trasllat de la Facultat a un nou edifici de futura construcció al Campus Diagonal.

## Professors honorífics emèrits[8]
- Pilar Bayer i Isant
- Eduard Casas Alvero
- Joan Cerdà Martín
- José María Giral Silio
- Irene LLerena Rodríguez
- Joaquín Ortega Aramburu
- Josep Pla i Carrera
- Carles Simó i Torres
- Manuel Tort Pinilla

## Professorat cèlebre
- Joan Baggaria i Pigrau
- Joan Elias Garcia
- Xavier Ros-Oton
- Marta Sanz Solé